# Podlesie (Delastowice)
Podlesie – część wsi Delastowice w Polsce, położona w województwie małopolskim, w powiecie dąbrowskim, w gminie Szczucin.
W latach 1975–1998 miejscowość administracyjnie należała do województwa tarnowskiego.